# Endeu

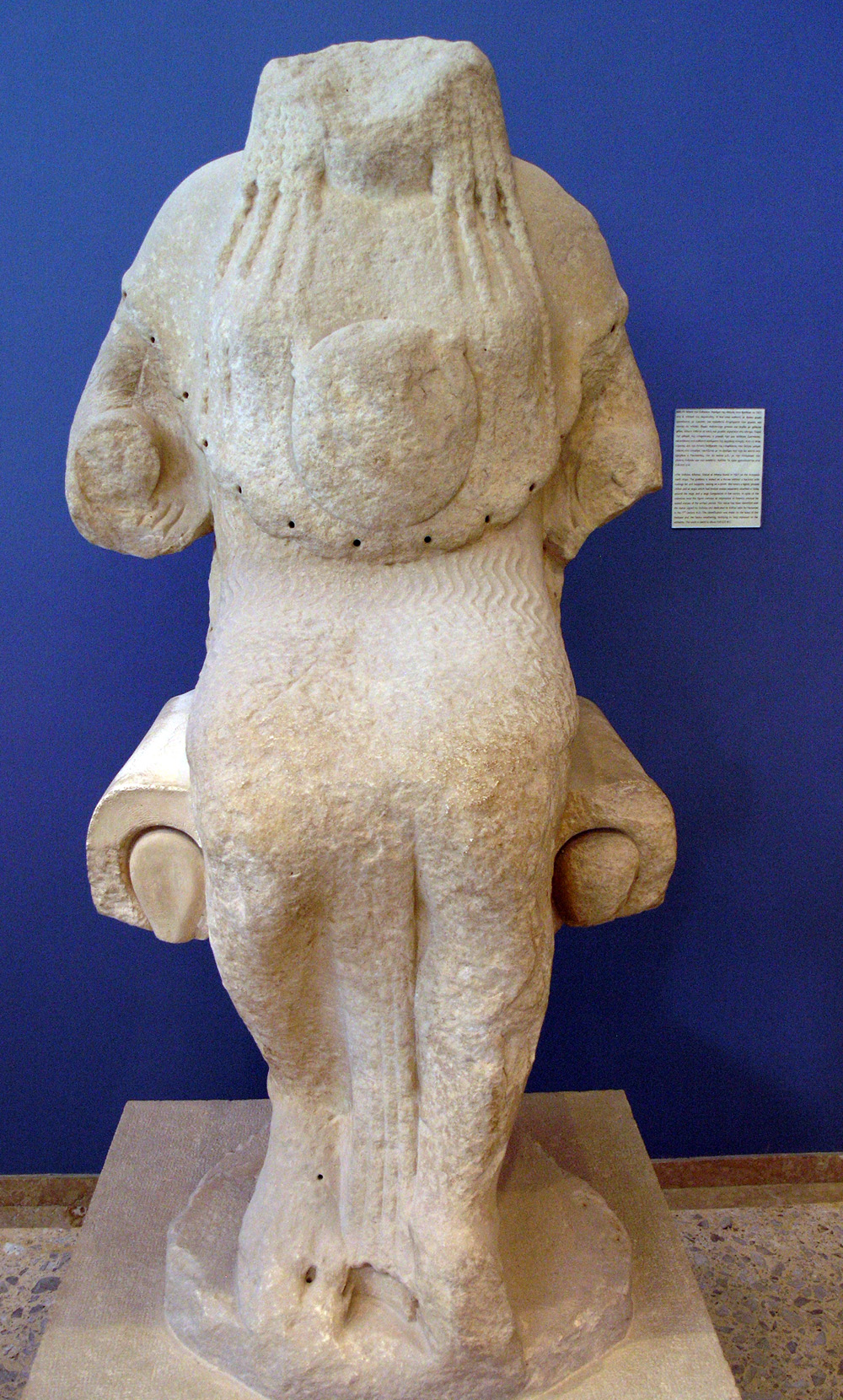
Estátua de Atena sentada em um trono. Obra do escultor Endoios, dedicada por Calias, e descrita por Pausânias. 530-525 A.C.

Endeu (em latim: Endoeus; em grego clássico: Ἔνδοιος; romaniz.: Endoios) foi um escultor grego do período Arcaico, ativo no século VI a.C. em Atenas. A tradição diz que foi discípulo do lendário Dédalo. A ele se atribui uma estátua de Atena dedicada por Cálias a Pisístrato em torno de 564 a.C., e duas outras da mesma deusa, uma em tamanho colossal em madeira para o templo de Atena Polias em Erythrai, e outra em marfim para o templo em Tégea, capturada por Augusto e levada para Roma. Também foi autor de um grupo representando as Graças e as Horas para Erythrai, e seu nome foi encontrado gravado no pedestal de uma obra perdida no monte Himeto.